# Église de l'Assomption de Castelreng
L'église de l'Assomption est une église située en France sur la commune de Castelreng, dans le département de l'Aude en région Occitanie.
Elle fait l'objet d'une inscription au titre des monuments historiques depuis le 21 avril 1948.

## Localisation
L'église est située sur la commune de Castelreng, dans le département français de l'Aude.

## Historique
L'édifice est inscrit au titre des monuments historiques en 1948.